# Abdelkader Djeriou
Abdelkader Djeriou (en arabe : عبد القادر جربو), est un acteur, réalisateur et metteur en scène de théâtre algérien né le 5 août 1984 à Sidi Bel Abbes.

## Biographie
Abdelkader Djeriou a commencé sa carrière au théâtre régional de Sidi Bel Abbes. Grâce à sa discipline, il a progressé dans l'industrie cinématographique, passant du rôle de figurant à celui de rôles importants dans des feuilletons et des films. Il a notamment interprété dans le filmZabana ! , le rôle de l'avocat  désigné d'office pour le militant nationaliste Zabana lors de son procès ayant mené à son exécution par la guillotine durant la Guerre d'Algérie .